# Torre de' Negri
Torre de' Negri là một đô thị ở tỉnh Pavia trong vùng Lombardia của Ý, có cự ly khoảng 40 km về phía đông nam của Milan và khoảng 15 km về phía đông của Pavia. Tại thời điểm ngày 31 tháng 12 năm 2004, đô thị này có dân số 342 người và diện tích là 4,1 km².
Torre de' Negri giáp các đô thị sau: Belgioioso, Corteolona, Costa de' Nobili, Spessa.